# 塞耶河畔萨维尼
塞耶河畔萨维尼（法語：Savigny-sur-Seille，法語發音：[saviɲi syʁ sɛj]）是法国索恩-卢瓦尔省的一个市镇，属于卢昂区。

## 地理
塞耶河畔萨维尼（46°37'26"N, 5°6'27"E）面积14.48 平方千米，位于法国勃艮第-弗朗什-孔泰大區索恩-卢瓦尔省，该省份为法国中部省份，北起顺时针与科多尔省、汝拉省、安省、罗讷省、卢瓦尔省、阿列省和涅夫勒省接壤。
与塞耶河畔萨维尼接壤的市镇（或旧市镇、城区）包括：蒙特雷、邦唐日、布朗日、拉弗雷特、朗西、布雷斯地区圣安德烈、索尔奈。

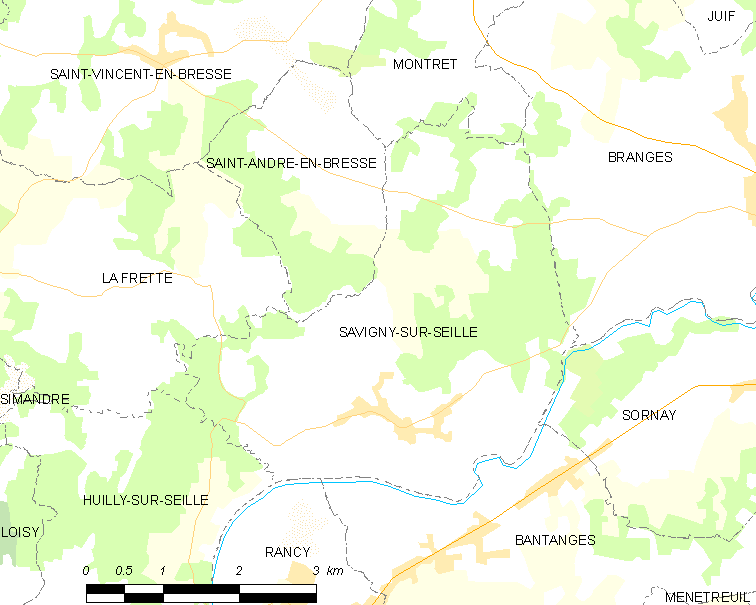
塞耶河畔萨维尼的OSM定位图

塞耶河畔萨维尼的时区为UTC+01:00、UTC+02:00（夏令时）。

## 行政
塞耶河畔萨维尼的邮政编码为71440，INSEE市镇编码为71508。

## 政治
塞耶河畔萨维尼所属的省级选区为屈索县。

## 人口

1962-2008年间塞耶河畔萨维尼人口变化图示

塞耶河畔萨维尼于2022年1月1日时的人口数量为385人。